# مصطفى آغا (دبلوماسي عثماني)

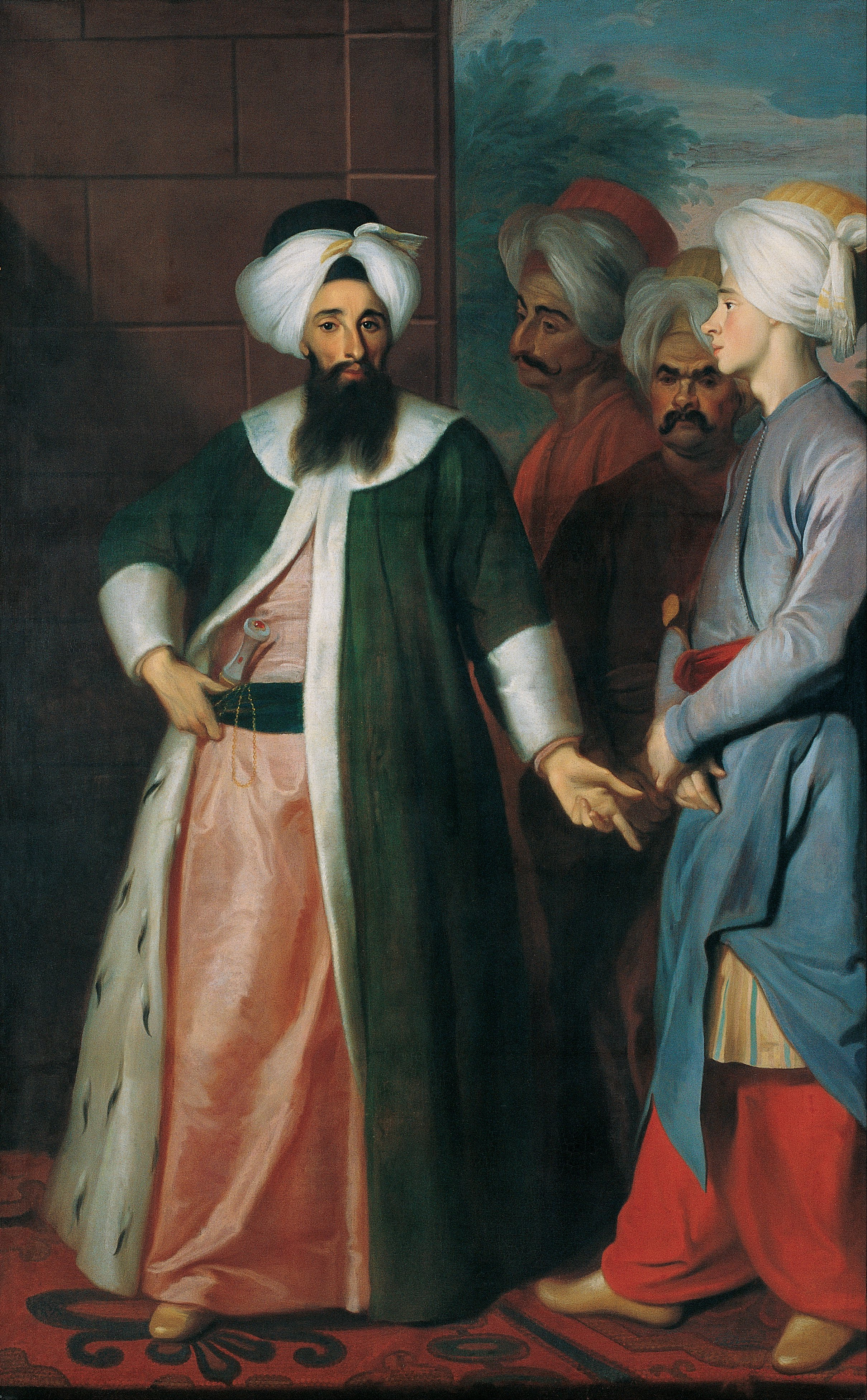
مصطفى آغا وحاشيته، (لوحة فنية للرسام السويدي جورج إنجلهارد شرودر).

كوزبكي مصطفى آغا، (بالتركية: Közbekçi Mustafa Ağa)،، كان سفيرا عثمانيا لدى المحكمة السويدية سنة 1727.تم إرساله إلى ستوكهولم  لجمع
ديون ملكية كان قد تحملها الملك كارل الثاني عشر عندما لجأ إلى الدولة العثمانية بعد انتصار القيصر بيتر العظيم على السويد عام 1709، غير أن كوزبكي مصطفى آغا فشل في جمع هذه الديون.